# Cultura de Toscana
La región italiana de la Toscana es conocida por su rico legado artístico y la vasta influencia que ha ejercido en la alta cultura. Está generalizada la idea de que es el verdadero lugar de nacimiento del Renacimiento italiano. En la Toscana desarrollaron su talento algunos de los personajes más influyentes de la historia del arte y la ciencia, como Petrarca, Dante, Botticelli, Miguel Ángel, Leonardo da Vinci, Galileo Galilei, Américo Vespucio y Giacomo Puccini. Debido a esto, la región tiene numerosos museos, como los Uffizi, el Palacio Pitti y el Museo de Arte de Chianciano. 
Seis localidades han sido designados lugares Patrimonio de la Humanidad: el centro histórico de Florencia (1982), el centro histórico de Siena (1995), la plaza de la Catedral de Pisa (1987), el centro histórico de San Gimignano (1990), el centro histórico de Pienza (1996) y el Val d'Orcia (2004). Además, la Toscana tiene más de 120 reservas naturales protegidas. Esto hace de la Toscana y de su capital, Florencia, lugares muy populares para el turismo, que atraen a millones de turistas cada año. La propia Florencia recibe una media de diez millones de turistas al año, siendo una de las ciudades más visitadas del mundo (en 2007, la ciudad se convirtió en la ciudad 46.ª más visitada del mundo, con más de 1.715 millones de llegadas).

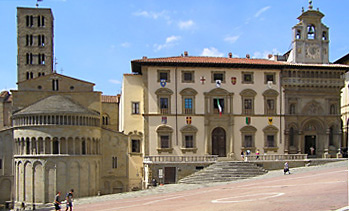
Piazza Grande de Arezzo.

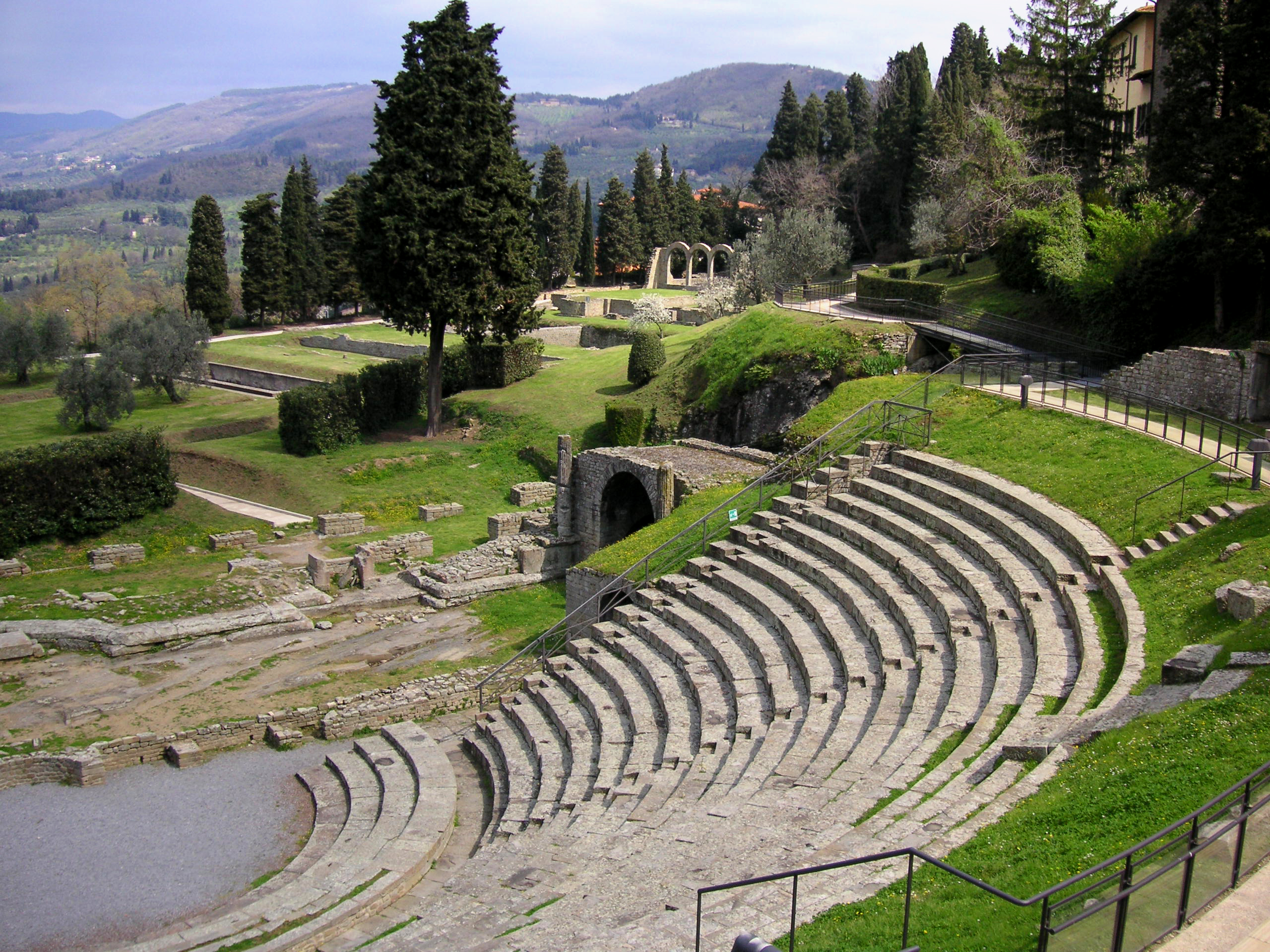
Área arqueológica de Fiesole.

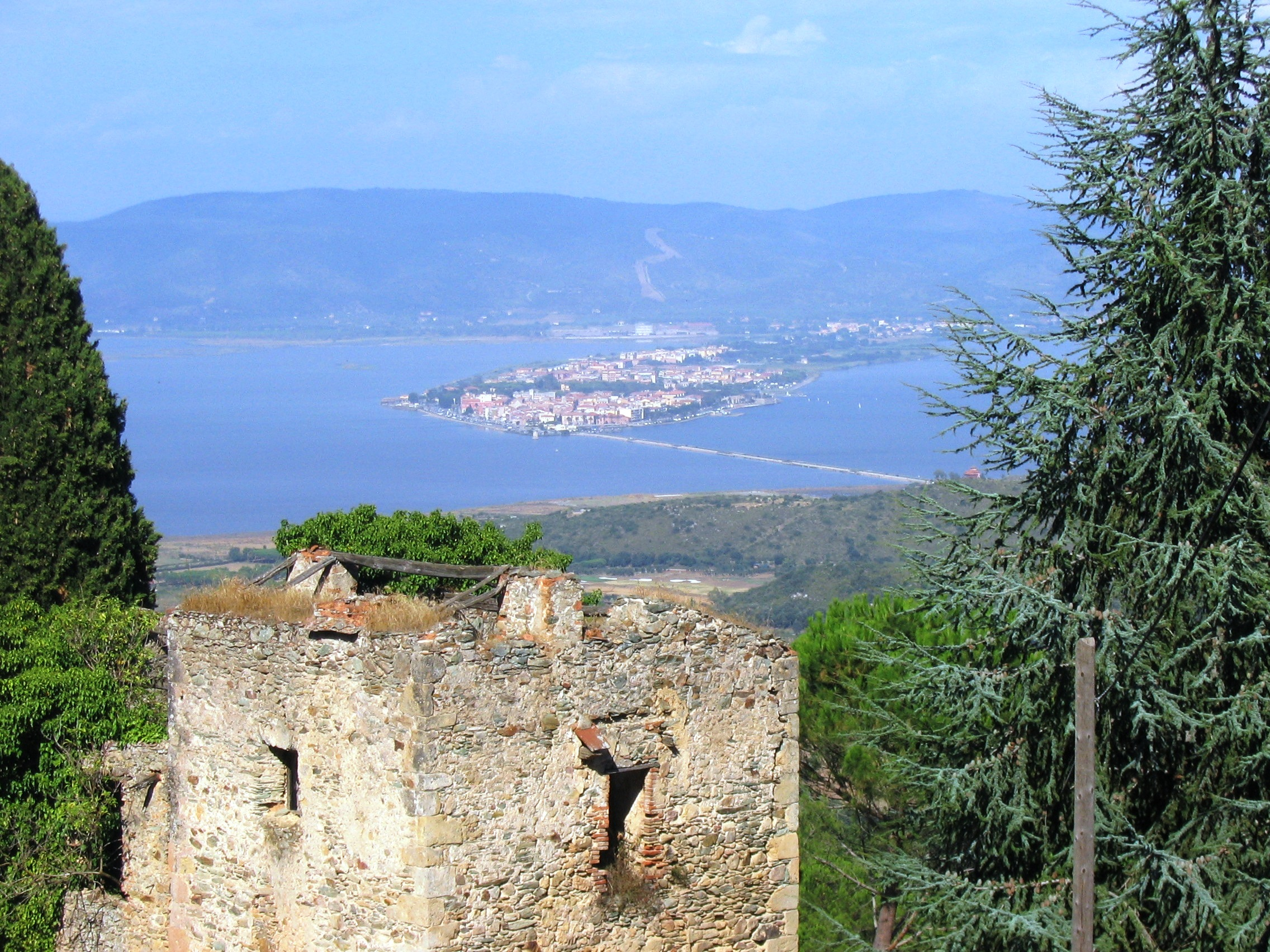
Vista de la laguna de Orbetello.

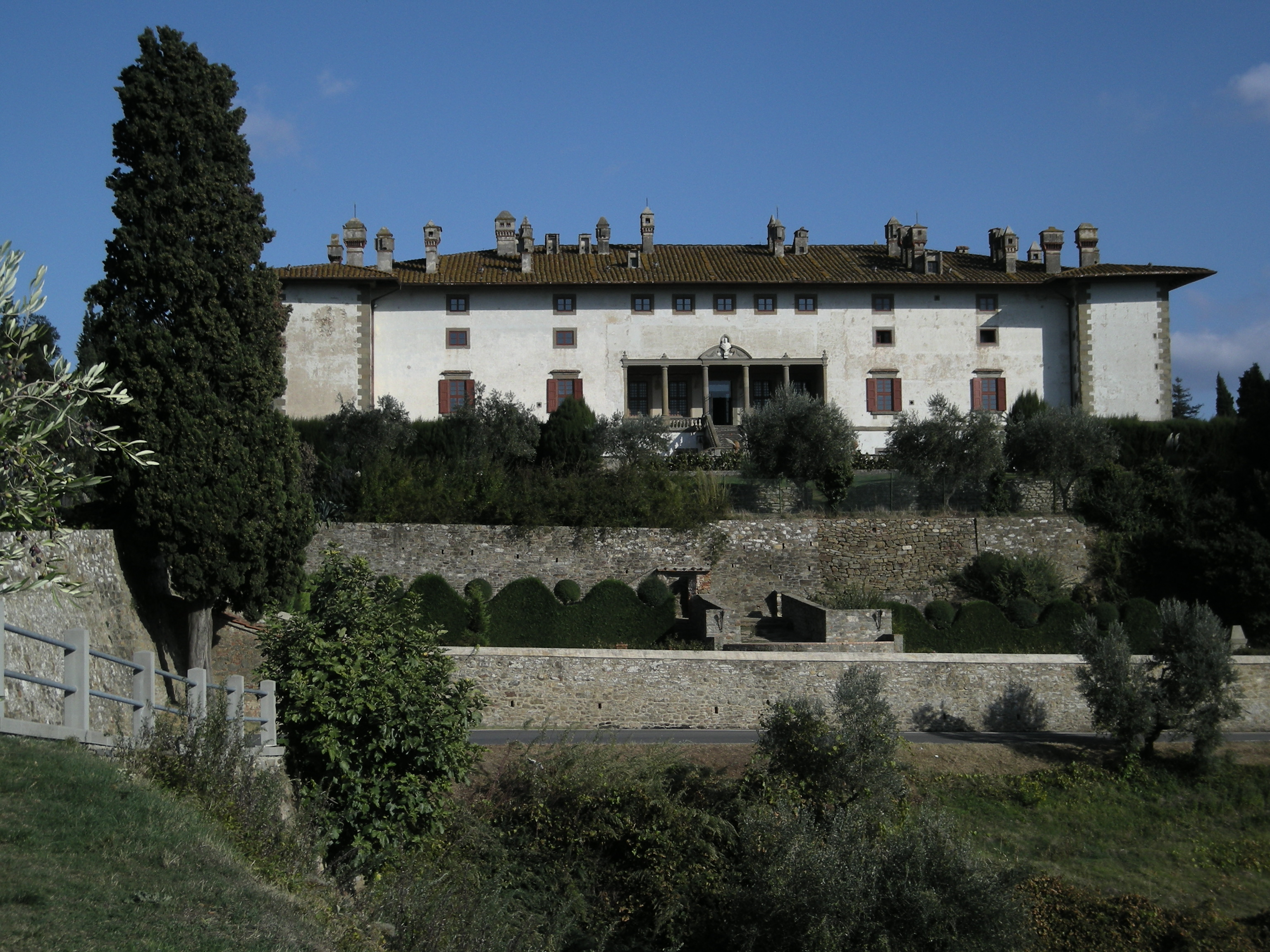
Villa Médici de Artimino.

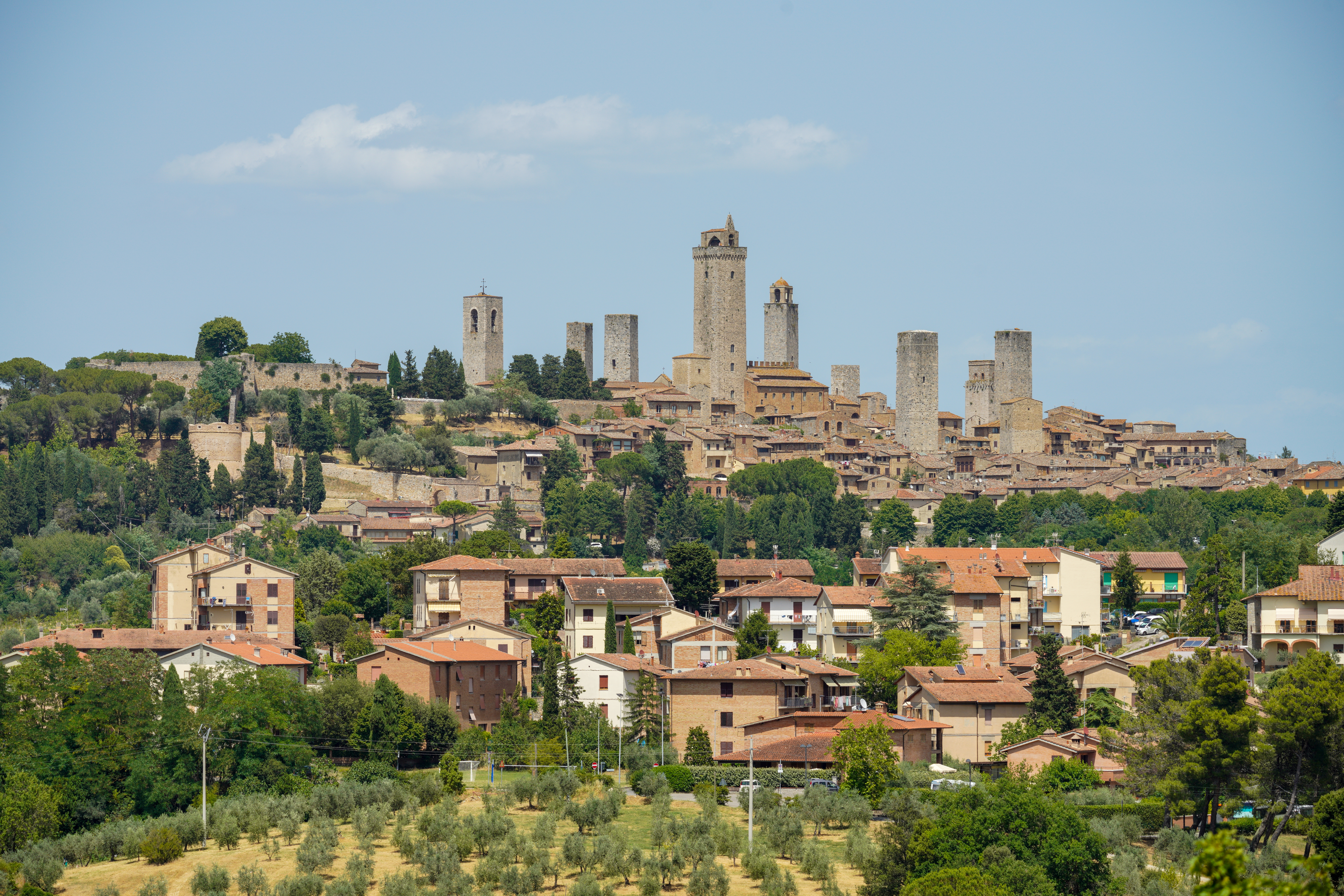
Vista de San Gimignano y sus torres medievales.

## Centros artísticos
Toscana es conocida a nivel mundial por su gran riqueza de monumentos y obras de arte, así como por los conjuntos históricos de las ciudades de Florencia, Pisa, Siena y Lucca; menos conocidas para el público internacional resultan las ciudades de Arezzo, Grosseto, Pistoia y Prato y son prácticamente desconocidas para el turismo los monumentos de Livorno, Massa y Carrara.
Además de las capitales de provincia, existen gran cantidad de centros urbanos menores; algunos de ellos son auténticas ciudades históricas perfectamente conservadas, entre los que cabe destacar:
Provincia de Arezzo
- Cortona: restos de la época etrusca, monumentos medievales, renacentistas y barrocos
- Lucignano: burgo medieval completamente amurallado, monumentos medievales y renacentistas
- Sansepolcro: monumentos de época medieval y renacentista
- Castiglion Fiorentino: burgo medieval amurallado, restos de la época etrusca

Provincia de Florencia
- Fiesole: restos etruscos y romanos, monumentos de época medieval y renacentista
- Certaldo: centro histórico de origen medieval

Provincia de Grosseto
- Massa Marittima: monumentos de época medieval y renacentista
- Orbetello: restos etruscos y romanos y monumentos de época medieval, tardorrenacentista y barroca
- Pitigliano: restos prehistóricos y etruscos, monumentos medievales, renacentistas y barrocos
- Roselle: antigua ciudad etrusca
- Sorano: restos prehistóricos y etruscos, monumentos medievales y renacentistas
- Sovana: restos prehistóricos y etruscos, monumentos medievales y renacentistas

Provincia de Livorno
- Bolgheri: monumentos medievales, tardobarrocos y neomedievales
- Campiglia Marittima: restos etruscos, centro histórico medieval
- Piombino: monumentos medievales y tardorrenacentistas
- Populonia: restos etruscos, monumentos medievales
- Suvereto: burgo medieval

Provincia de Lucca
- Barga: restos prehistóricos, monumentos medievales y barrocos
- Castelnuovo di Garfagnana: centro histórico de origen medieval
- Castiglione di Garfagnana: centro histórico de origen medieval
- Pietrasanta: monumentos medievales, renacentistas y modernos, esculturas de artistas contemporáneos
- Viareggio: capital del Art Nouveau
- Villa Basílica: monumentos medievales

Provincia de Massa-Carrara
- Pontremoli: centro prehistórico, romano y medieval, valiosos monumentos barrocos
- Fivizzano: centro medieval y barroco

Provincia de Pisa
- Volterra: restos prehistóricos y etrusco-romanos, monumentos medievales y renacentistas
- San Miniato: monumentos medievales
- Vicopisano: monumentos medievales

Provincia de Prato
- Carmignano: Villa Médici de Artimino
- Carmignano: Necrópolis etrusca de Prato Rosello
- Carmignano: Tumba etrusca de Boschetti
- Carmignano: Túmulo de Montefortini
- Poggio a Caiano: villa medicea de Poggio a Caiano

Provincia de Pistoia
- Pescia: monumentos medievales, renacentistas y barrocos

Provincia de Siena
- San Gimignano: Patrimonio de la Humanidad  por la UNESCO, pequeño centro urbano con edificios del siglo XIII y catorce torres medievales aun en pie, formando un conjunto de gran valor artístico testimonio de su lugar de encuentro entre la tradición florentina y sienesa.
- Pienza: también Patrimonio de la Humanidad, una de las poquísimas "ciudades ideales" renacentistas de Europa
- Colle di Val d'Elsa: centro histórico medieval bien conservado, monumentos renacentistas y restos paleocristianos y etrusco-romanos
- Montepulciano: monumentos medievales, renacentistas y barrocos
- Montalcino centro histórico medieval
- Chiusi restos etrusco-romanos, monumentos paleocristianos y medievales
- Monteriggioni burgo medieval amurallado, citado por Dante

## Historia del arte toscano
Toscana ha sido a lo largo de la historia una región especialmente fecunda en el campo del arte. Civilizaciones como los etruscos y estilos artísticos como el Renacimiento tuvieron su origen en tierras toscanas. El actual territorio de la región cuenta con restos, yacimientos y testimonios de importancia de aquellas civilizaciones que la poblaron y de aquellos estilos artísticos que en ella se desarrollaron.

### Época prehistórica y etrusca

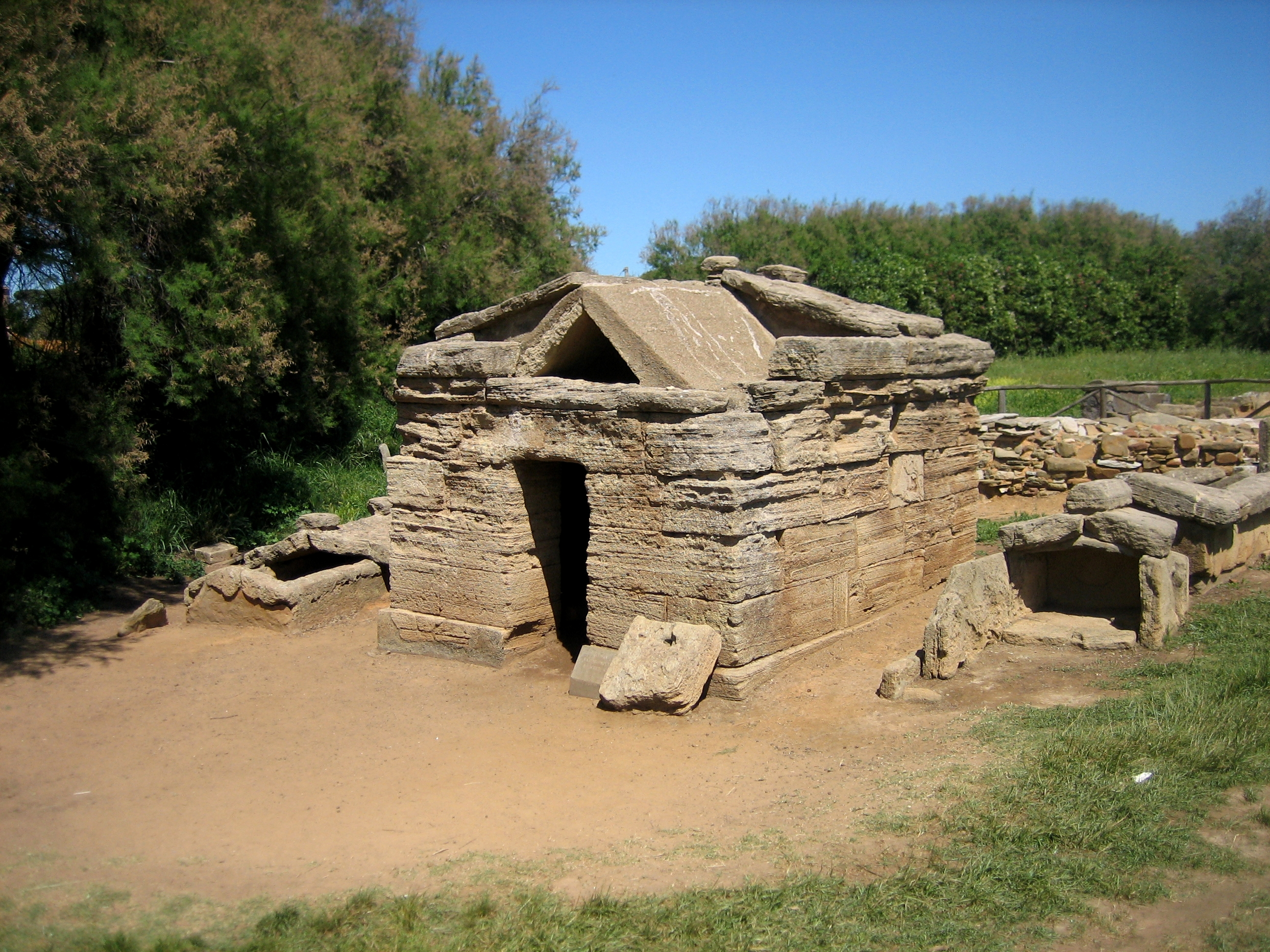
Necrópolis etrusca de Populonia.

La zona de Pontremoli y la cercana Luni fueron el origen de la antiquísima civilización de las estatuas esteladas, en el tercer milenio a. C. También se desarrollaron en el primer milenio a. C. en la zona que hoy es Toscana numerosos asentamientos de la denominada Cultura de Villanova.
La civilización de Villanova se asentó en gran parte de la región histórica de Etruria; a esta civilización le siguió la Etrusca, cuyo origen fue la citada región, que comprendía casi en su totalidad el actual territorio toscano. Hoy en día quedan importantes testimonios de las florencientes ciudades meridionales etruscas, principalmente en la zona de la Maremma, en el litoral livornés y en el interior sienés y grossetano. De excepcional valor son las necrópolis etruscas de Sovana, Vetulonia y Populonia. También en la Toscana septentrional existían numerosos asentamientos, aunque más aislados que en la vertiente meridional. Entre estos cabe destacar los restos arqueológicos hallados en Fiesole, Volterra, Cortona, Carmignano (provincia de Prato), con las tumbas etruscas de Montefortini, de Boschetti y la necrópolis de Prato Rosello. También se descubrió una ciudad etrusca en Gonfienti, cerca de Prato, probablemente el principal centro de intercambio comercial con el área padana hasta el final del siglo V a. C.
Entre los hallazgos etruscos encontrados en las excavaciones arqueológicas cabe destacar el Disco de Magliano, encontrado en la localidad de Magliano in Toscana y fundamental para el descifrado de la lengua etrusca.

### Época romana
En la época romana fue fundada la ciudad de Florentia, origen de la actual Florencia. En esta época prosperaron numerosas ciudades del actual territorio toscano, tales como Pisa, Pistoia, Arezzo, Volterra, Fiesole y Roselle. Entre los restos romanos que perduran en Toscana cabe destacar la colonia de Cosa, una de las excavaciones mejor conservadas de los primeros años de la República romana.

## Patrimonio de la Humanidad por la UNESCO

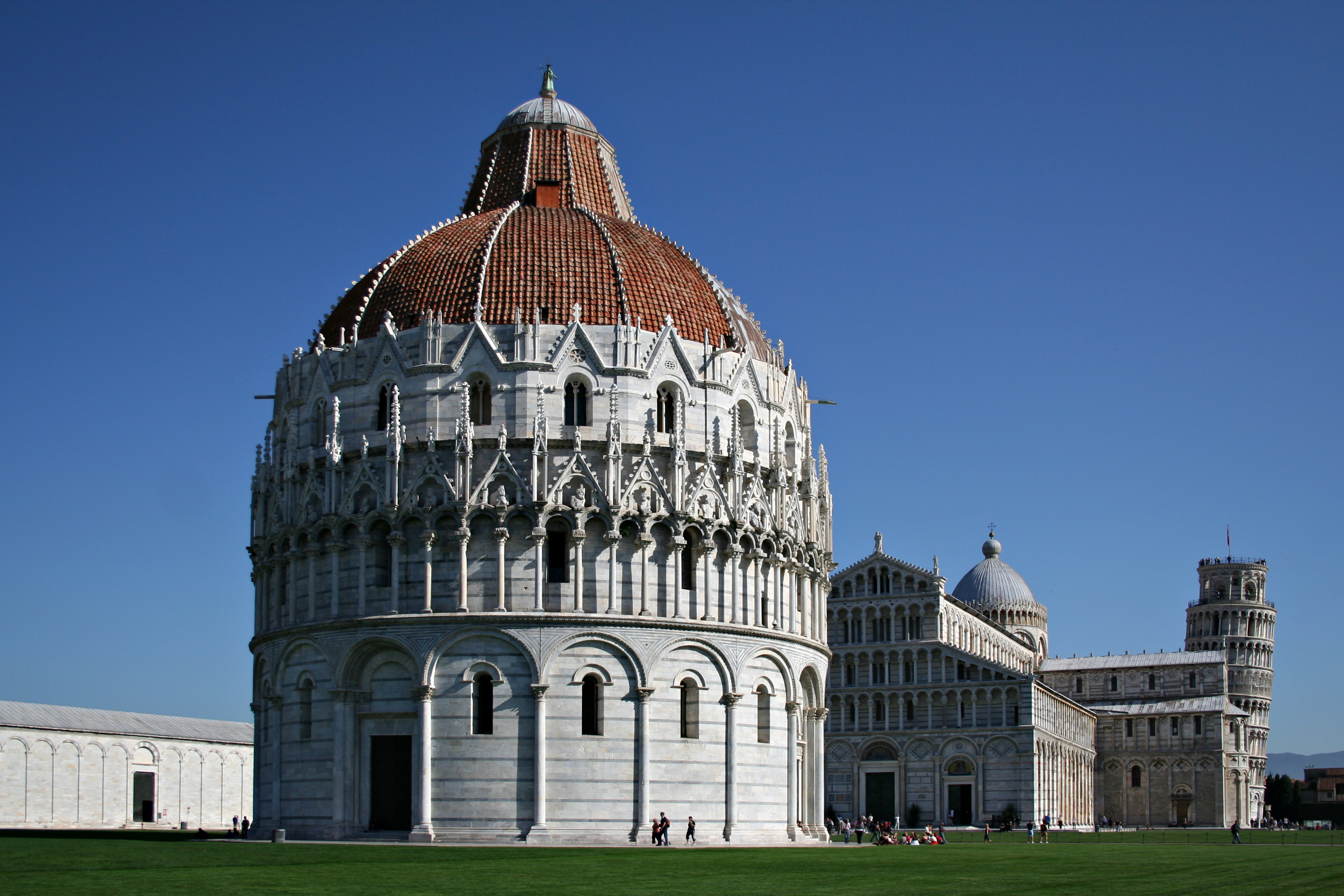
Vista de la Piazza dei Miracoli de Pisa, declarada Patrimonio de la Humanidad por la UNESCO.

Italia es la nación del mundo con mayor número de lugares inscritos en la lista de Patrimonio de la Humanidad elaborada por la UNESCO. Toscana junto con la región de Lombardía son las regiones italianas con mayor número de lugares inscritos, seis, aunque la región lombarda comparte uno de ellos con el Piedemonte y otro con Suiza.
Los lugares toscanos inscritos como Patrimonio de la Humanidad por la UNESCO son los siguientes:
- Centro histórico de Florencia (1982)
- Piazza dei Miracoli, Pisa (1987)
- Centro histórico de San Gimignano (1990)
- Centro histórico de Siena (1995)
- Centro histórico de la ciudad de Pienza (1996)
- Valle de Orcia (2004)

## Casas rurales

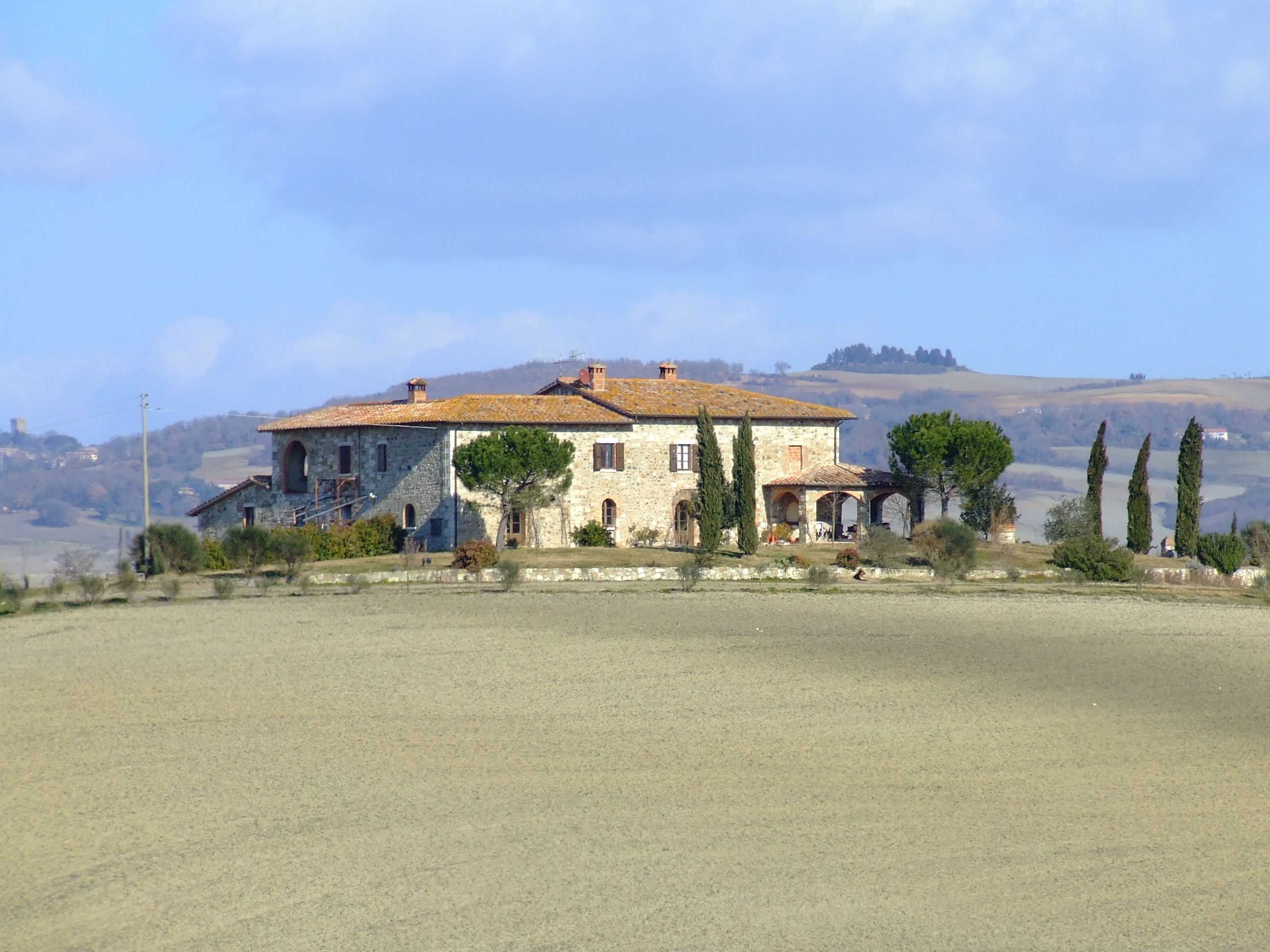
Casa colonial en el Valle de Orcia.

El campo toscano es conocido por sus característicos asentamientos rurales dispersos ligados al sistema mediero. En el medievo algunos pequeños aglomerados rurales fueron precursores de pequeños burgos que han llegado hasta nuestros días, época en la que han conocido una gran revalorización. Este tipo de asentamiento se encuentra principalmente en áreas llanas o sobre colinas interiores de la Toscana centro-septentrional.
Entre el período renacentista y barroco surgen numerosas fábricas fortificadas, denominadas granjas, principalmente en la zona centro-meridional de la región. En estos complejos solía construirse una capilla para uso del dueño de la explotación.
Desde el siglo XVIII en adelante, el drenaje llevado a cabo en la zona de la Maremma y de las llanuras costeras supuso un impulso importante para el desarrollo de casas rurales, sobre todo en las áreas costeras centro-meridionales, donde se necesitaba reconvertir en tierras cultivables aquellas que habían sido estériles hasta ese momento. También en estos nuevos asentamientos se construyeron capillas en las proximidades de las casas coloniales y de las fábricas, en las que los sacerdotes se dedicaban de forma periódica a oficiar las funciones religiosas.
Las casas coloniales, frecuentemente aisladas, constituyen uno de los elementos fundamentales que caracterizan el paisaje toscano, como por ejemplo el del Valle de Orcia con sus características hileras de cipreses.
La casa rural presenta generalmente una construcción a base de muros de carga de mampostería, con dos pisos y cubierta inclinada con las típicas tejas toscanas. Según el uso, las casas rurales pueden presentarse en dos tipologías: residencial, con una planta inferior para utensilios y ganado y otra superior en la que antiguamente se encontraban las habitaciones, o en forma de hacienda, en cuyo caso el edificio principal está destinado a residencia, mientras que existen una serie de construcciones o estructuras secundarias para el servicio. Cada zona de Toscana presenta unas variaciones locales propias, si bien se mantiene el esquema fundamental: planta rectangular con escalera exterior para acceder a la habitación principal del piso superior.

## Villas y residencias de los Médici

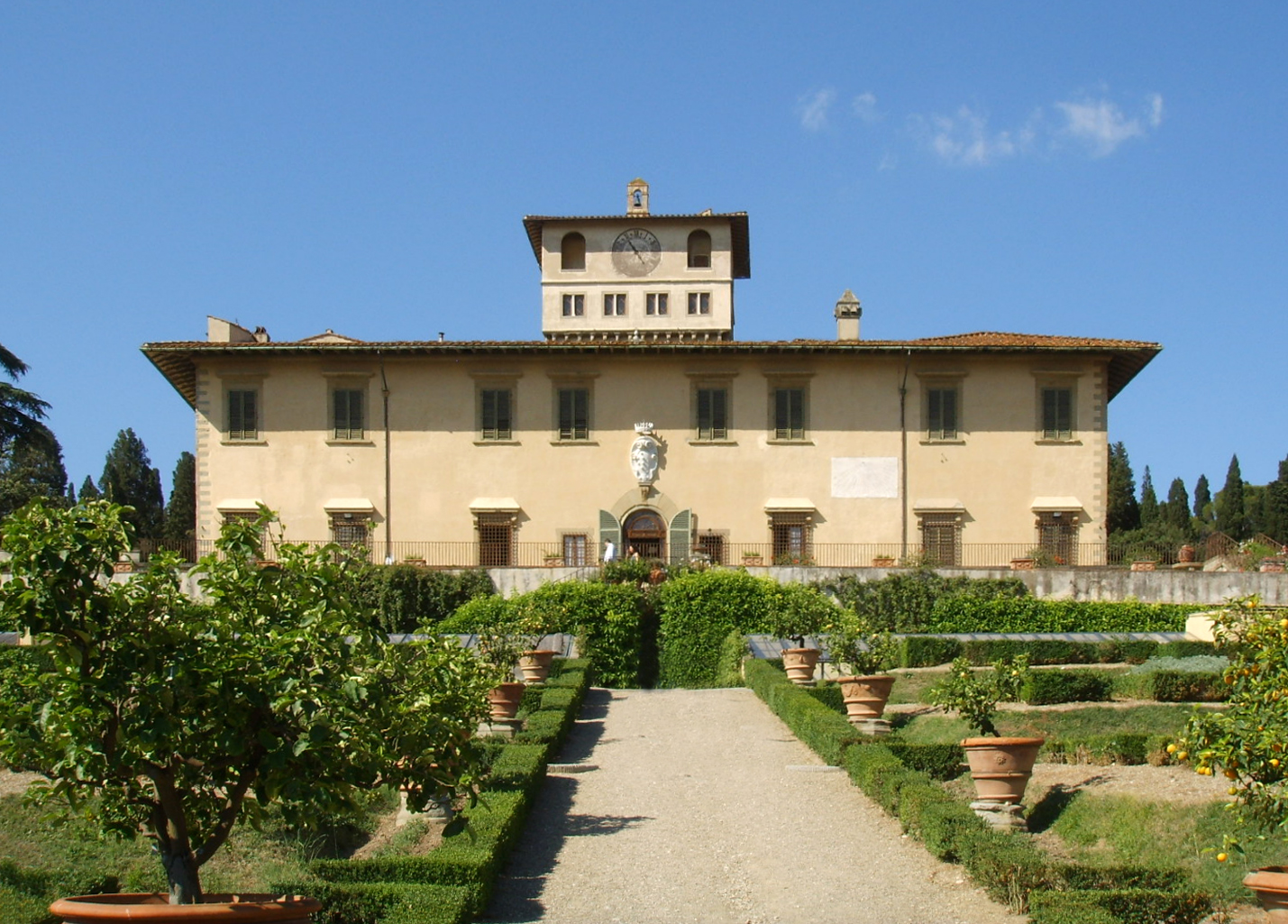
Villa La Petraia, en Florencia.

Las villas de los Médici son unos complejos arquitectónicos rurales que formaron parte de las posesiones de la familia Médici entre el siglo XV y el siglo XVII y que se encuentran en los alrededores de Florencia y en otros lugares de Toscana. Las villas eran palacios reales situados en la periferia de los terrenos administrados por los Médici, además de servir como centros de la actividad económica del área en la que estaban situadas.
Las primeras villas de los Médici tenían aspecto fortificado y estaban situadas en el Mugello, región de la que eran originarios los Médici. En siglos sucesivos se construyeron nuevas villas de forma dispersa sobre prácticamente todo el territorio del Gran Ducado de Toscana, abandonando la apariencia fortificada por otra más palaciega y rodeándose de ordenados jardines. Alrededor de las villas se generó un microcosmos en el que se desarrollaban todos los rituales de la corte. Estas villas exprimieron al máximo el lenguaje alcanzado durante el Renacimiento y Barroco en Toscana, diferenciándose de esta forma de las casas rurales toscanas que estaban construidas en el estilo tradicional de la región.
Tras la desaparición de la dinastía Médici durante el siglo XVIII, la propiedad de las villas pasó a la dinastía de Lorena. Hoy en día las villas tienen distintos usos: mientras que algunas son museos (Villas de La Petraia, Poggio A Caiano y Cerreto Guidi) y otras están ocupadas por distintas instituciones (como la Villa de Castello, cuyos jardines son un museo mientras que el edificio es la sede de la Accademia della Crusca). También existen varias que fueron vendidas o arrendadas en su momento a propietarios privados. de las cuales algunas son residencias privadas mientras que otras se destinan a la celebración de eventos públicos o privados.